# Eriopyga diapera
Eriopyga diapera är en fjärilsart som beskrevs av George Francis Hampson 1913. Eriopyga diapera ingår i släktet Eriopyga och familjen nattflyn. Inga underarter finns listade i Catalogue of Life.